# Przybyłów (województwo wielkopolskie)
Przybyłów – wieś w Polsce położona w województwie wielkopolskim, w powiecie kolskim, w gminie Koło.
W latach 1975–1998 miejscowość położona była w województwie konińskim.
Zobacz też: Przybyłów, Przybyłowo